# (13686) Kongozan
(13686) Kongozan est un astéroïde de la ceinture principale.

## Description
(13686) Kongozan est un astéroïde de la ceinture principale. Il fut découvert le 30 août 1997 à Nanyo par Tomimaru Okuni. Il présente une orbite caractérisée par un demi-grand axe de 3,11 UA, une excentricité de 0,18 et une inclinaison de 1,2° par rapport à l'écliptique.

## Compléments